# Stazione di Østerport
La stazione Østerport (letteralmente "Porta Est") è una stazione del servizio ferroviario suburbano di Copenaghen, includente anche un ordinario servizio nazionale.

## Storia
La stazione serve anche i treni della S-tog dal 1934.
Dal 2019 vi è un interscambio con l'omonima stazione della metropolitana.

## Strutture e impianti
La stazione è a 3 chilometri di distanza da quella centrale ed è il capolinea danese dell’Øresundståg.

## Interscambi
- Fermata metropolitana (Østerport, linee M3 e M4)